# Список епізодів телесеріалу «Клініка»
«Клініка» (англ. Scrubs) — американський комедійно-драматичний телевізійний серіал, вигаданий Біллом Лоуренсом, прем'єра якого відбулась 2 жовтня 2001 року на телеканалі NBC.
Усього існує 182 епізоди серіалу «Клініка» у 9 сезонах.

## Сезони
| Сезон | Сезон | Кількість епізодів | Роки показу        | Роки показу       | Рейтинг в США            | Канал трансляції |
| Сезон | Сезон | Кількість епізодів | Початок трансляції | Кінець трансляції | Рейтинг в США            | Канал трансляції |
| ----- | ----- | ------------------ | ------------------ | ----------------- | ------------------------ | ---------------- |
|       | 1     | 24                 | 2 жовтня, 2001     | 21 травня, 2002   | 11,2 мільйонів глядачів  | NBC              |
|       | 2     | 22                 | 26 вересня, 2002   | 17 квітня, 2003   | 10,41 мільйонів глядачів | NBC              |
|       | 3     | 22                 | 2 жовтня, 2003     | 4 травня, 2004    | 10,41 мільйонів глядачів | NBC              |
|       | 4     | 25                 | 31 серпня, 2004    | 10 травня, 2005   | 6,9 мільйонів глядачів   | NBC              |
|       | 5     | 24                 | 3 січня, 2006      | 16 травня, 2006   | 6,4 мільйонів глядачів   | NBC              |
|       | 6     | 22                 | 30 листопада, 2006 | 17 травня, 2007   | 6,41 мільйонів глядачів  | NBC              |
|       | 7     | 11                 | 25 жовтня, 2007    | 8 травня, 2008    | 6,38 мільйонів глядачів  | NBC              |
|       | 8     | 18                 | 6 січня, 2009      | 6 травня, 2009    | 5,61 мільйонів глядачів  | АВС              |
|       | 9     | 13                 | 1 грудня, 2009     | 17 березня, 2010  | 3,83 мільйони глядачів   | АВС              |

### Перший сезон (2001—2002)
| Номер | Номер (в сезоні) | Назва                                                              | Прем'єра          | Режисер          | Сценарист                                      | Код епізоду | Кількість глядачів (млн) |
| ----- | ---------------- | ------------------------------------------------------------------ | ----------------- | ---------------- | ---------------------------------------------- | ----------- | ------------------------ |
|       |                  |                                                                    |                   |                  |                                                |             |                          |
| 1     | 1                | «Мій перший день» (англ. «My First Day»)                           | 2 жовтня 2001     | Адам Бернштайн   | Білл Лоуренс                                   | 535G        | 15.4                     |
| 2     | 2                | «Мій наставник» (англ. «My Mentor»)                                | 4 жовтня 2001     | Адам Бернштайн   | Білл Лоуренс                                   | S101        | 16.3                     |
| 3     | 3                | «Помилка мого найкращого друга» (англ. «My Best Friend's Mistake») | 9 жовтня 2001     | Адам Бернштайн   | Ерік Вайнберґ                                  | S102        | 11.8                     |
| 4     | 4                | «Моя старенька леді» (англ. «My Old Lady»)                         | 16 жовтня 2001    | Марк Бакленд     | Метт Тарсес                                    | S103        | 12.7                     |
| 5     | 5                | «Мої два батька» (англ. «My Two Dads»)                             | 23 жовтня 2001    | Крейґ Зиск       | Ніл Ґолдман і Ґарретт Донован                  | S104        | 11.0                     |
| 6     | 6                | «Моя біда» (англ. «My Bad»)                                        | 30 жовтня 2001    | Марк Бакленд     | Ґабріелль Аллан                                | S105        | 12.4                     |
| 7     | 7                | «Моє Супер-Его» (англ. «My Super Ego»)                             | 6 листопада 2001  | Пітер Лоєр       | Майк Швартц                                    | S106        | 10.9                     |
| 8     | 8                | «Мої п'ятнадцять хвилин» (англ. «My Fifteen Minutes»)              | 15 листопада 2001 | Ловренц Тріллінґ | Ерік Вайнберґ                                  | S108        | 17.2                     |
| 9     | 9                | «Мій вихідний» (англ. «My Day Off»)                                | 20 листопада 2001 | Елоді Кін        | Джанай Баккен                                  | S107        | 12.3                     |
| 10    | 10               | «Мій нік» (англ. «My Nickname»)                                    | 27 листопада 2001 | Меттью Даймонд   | Білл Лоуренс                                   | S110        | 12.4                     |
| 11    | 11               | «Мій особистий Ісус» (англ. «My Own Personal Jesus»)               | 11 грудня 2001    | Джефф Мелман     | Дебра Фордгам                                  | S109        | 10.6                     |
| 12    | 12               | «Моє побачення наосліп» (англ. «My Blind Date»)                    | 8 січня 2002      | Марк Бакленд     | Марк Стейджманн                                | S112        | 11.7                     |
| 13    | 13               | «Мій баланс» (англ. «My Balancing Act»)                            | 15 січня 2002     | Майкл Спіллер    | Ніл Ґолдман і Ґарретт Донован                  | S113        | 11.3                     |
| 14    | 14               | «Мій друг-наркоман» (англ. «My Drug Buddy»)                        | 22 січня 2002     | Майкл Спіллер    | Метт Тарсес                                    | S111        | 11.0                     |
| 15    | 15               | «Мій жарт в ліжку і більше» (англ. «My Bed Banter & Beyond»)       | 5 лютого 2002     | Ловренц Тріллінґ | Ґабріелль Аллан                                | S115        | 12.6                     |
| 16    | 16               | «Моє важке втручання» (англ. «My Heavy Meddle»)                    | 26 лютого 2002    | Вілл Маккензі    | Майк Швартц                                    | S116        | 12.6                     |
| 17    | 17               | «Мій студент» (англ. «My Student»)                                 | 5 березня 2002    | Меттью Даймонд   | Дебра Фордгам, Джанай Баккен і Марк Стейджманн | S114        | 11.0                     |
| 18    | 18               | «Моє серце» (англ. «My Tuscaloosa Heart»)                          | 12 березня 2002   | Ловренц Тріллінґ | Дебра Фордгам, Джанай Баккен і Марк Стейджманн | S117        | 11.4                     |
| 19    | 19               | «Мій старий» (англ. «My Old Man»)                                  | 9 квітня 2002     | Адам Бернштайн   | Метт Тарсес                                    | S120        | 10.9                     |
| 20    | 20               | «Мій шлях» (англ. «My Way or the Highway»)                         | 16 квітня 2002    | Адам Бернштайн   | Ерік Вайнберґ                                  | S118        | 9.3                      |
| 21    | 21               | «Моє жертовне мовчання» (англ. «My Sacrificial Clam»)              | 30 квітня 2002    | Марк Бакленд     | Дебра Фордгам, Джанай Баккен і Марк Стейджманн | S119        | 10.7                     |
| 22    | 22               | «Моя поява» (англ. «My Occurrence»)                                | 7 травня 2002     | Ловренц Тріллінґ | Білл Лоуренс                                   | S122        | 9.9                      |
| 23    | 23               | «Мій герой» (англ. «My Hero»)                                      | 14 травня 2002    | Майкл Спіллер    | Ніл Ґолдман і Ґарретт Донован                  | S123        | 12.5                     |
| 24    | 24               | «Мій останній день» (англ. «My Last Day»)                          | 21 травня 2002    | Майкл Спіллер    | Ґабріель Аллан і Майк Швартц                   | S121        | 11.6                     |

### Другий сезон (2002—2003)
| Номер | Номер (в сезоні) | Назва                                                                        | Прем'єра          | Режисер          | Сценарист                                  | Код епізоду | Кількість глядачів (млн) |
| ----- | ---------------- | ---------------------------------------------------------------------------- | ----------------- | ---------------- | ------------------------------------------ | ----------- | ------------------------ |
|       |                  |                                                                              |                   |                  |                                            |             |                          |
| 25    | 1                | «Моє серійне вбивство» (англ. «My Overkill»)                                 | 26 вересня 2002   | Адам Бернштайн   | Білл Лоуренс                               | 201         | 22.3                     |
| 26    | 2                | «Мій соловейко» (англ. «My Nightingale»)                                     | 3 жовтня 2002     | Крейґ Зиск       | Ерік Вайнберґ                              | 203         | 18.9                     |
| 27    | 3                | «Мій повчальний приклад» (англ. «My Case Study»)                             | 10 жовтня 2002    | Майкл Спіллер    | Ґабріелль Аллан                            | 205         | 18.6                     |
| 28    | 4                | «Мій довгий язик» (англ. «My Big Mouth»)                                     | 17 жовтня 2002    | Пол Квінн        | Марк Стейджманн                            | 206         | 17.8                     |
| 29    | 5                | «Моя нова форма» (англ. «My New Coat»)                                       | 24 жовтня 2002    | Марк Бакленд     | Метт Тарсес                                | 202         | 14.1                     |
| 30    | 6                | «Мій старший брат» (англ. «My Big Brother»)                                  | 31 жовтня 2002    | Майкл Спіллер    | Тім Гоберт                                 | 204         | 18.0                     |
| 31    | 7                | «Мій перший крок» (англ. «My First Step»)                                    | 7 листопада 2002  | Ловренц Тріллінґ | Майк Швартц                                | 207         | 17.5                     |
| 32    | 8                | «Мої склянки для фруктів» (англ. «My Fruit Cups»)                            | 14 листопада 2002 | Кен Віттінґгам   | Джанай Баккен                              | 208         | 19.9                     |
| 33    | 9                | «Мій щасливий день» (англ. «My Lucky Day»)                                   | 5 грудня 2002     | Ловренц Тріллінґ | Дебра Фордгам                              | 209         | 19.5                     |
| 34    | 10               | «Мій монстр» (англ. «My Monster»)                                            | 12 грудня 2002    | Ґейл Манкюсо     | Анжела Ніссел                              | 210         | 16.5                     |
| 35    | 11               | «Моя подруга по сексу» (англ. «My Sex Buddy»)                                | 2 січня 2003      | Вілл Маккензі    | Ніл Ґолдман і Ґарретт Донован              | 212         | 12.8                     |
| 36    | 12               | «Мій новий-старий друг» (англ. «My New Old Friend»)                          | 9 січня 2003      | Кріс Коч         | Ґабріелль Аллан                            | 211         | 17.2                     |
| 37    | 13               | «Моя філософія» (англ. «My Philosophy»)                                      | 16 січня 2003     | Кріс Коч         | Білл Лоуренс, Метт Тарсес і Тім Гоберт     | 213         | 18.0                     |
| 38    | 14               | «Мій брат — моя опора» (англ. «My Brother, My Keeper»)                       | 23 січня 2003     | Майкл Спіллер    | Ерік Вайнберґ                              | 214         | 14.1                     |
| 39    | 15               | «Його історія» (англ. «His Story»)                                           | 30 січня 2003     | Кен Віттінґгам   | Бонні Шнайдер і Гедлі Девіс                | 215         | 17.3                     |
| 40    | 16               | «Моя карма» (англ. «My Karma»)                                               | 20 лютого 2003    | Марк Бакленд     | Джанай Баккен і Дебра Фордгам              | 216         | 13.4                     |
| 41    | 17               | «Мій власний друг з приватної клініки» (англ. «My Own Private Practice Guy») | 13 березня 2003   | Марк Бакленд     | Анжела Ніссел і Марк Стейджманн            | 218         | N/A                      |
| 42    | 18               | «Моя T.C.W.» (англ. «My T.C.W.»)                                             | 20 березня 2003   | Адам Бернштайн   | Білл Лоуренс                               | 217         | 14.2                     |
| 43    | 19               | «Моє королівство» (англ. «My Kingdom»)                                       | 27 березня 2003   | Майкл Спіллер    | Ейпріл Песа                                | 219         | N/A                      |
| 44    | 20               | «Моя інтерпритація» (англ. «My Interpretation»)                              | 3 квітня 2003     | Вілл Маккензі    | Майк Швартц, Ніл Ґолдман і Ґарретт Донован | 220         | 15.3                     |
| 45    | 21               | «Моя королева драми» (англ. «My Drama Queen»)                                | 10 квітня 2003    | Майкл Спіллер    | Вілл Берсон                                | 221         | 11.9                     |
| 46    | 22               | «Моя робота мрії» (англ. «My Dream Job»)                                     | 17 квітня 2003    | Білл Лоуренс     | Тім Гоберт і Метт Тарсес                   | 222         | 14.7                     |

### Третій сезон (2003—2004)
| Номер | Номер (в сезоні) | Назва                                                              | Прем'єра          | Режисер                | Сценарист                     | Код епізоду | Кількість глядачів (млн) |
| ----- | ---------------- | ------------------------------------------------------------------ | ----------------- | ---------------------- | ----------------------------- | ----------- | ------------------------ |
|       |                  |                                                                    |                   |                        |                               |             |                          |
| 47    | 1                | «Моя власна американська дівчина» (англ. «My Own American Girl»)   | 2 жовтня 2003     | Білл Лоуренс           | Білл Лоуренс                  | 301         | 17.1                     |
| 48    | 2                | «Моя подорож» (англ. «My Journey»)                                 | 9 жовтня 2003     | Майкл Спіллер          | Тім Гоберт                    | 302         | 15.0                     |
| 49    | 3                | «Мій білий кит» (англ. «My White Whale»)                           | 23 жовтня 2003    | Майкл Спіллер          | Ерік Вайнберґ                 | 304         | 14.1                     |
| 50    | 4                | «Моя вдала ніч» (англ. «My Lucky Night»)                           | 30 жовтня 2003    | Джон Інвуд             | Ніл Ґолдман і Ґарретт Донован | 305         | 11.9                     |
| 51    | 5                | «Мій брате, де ти?» (англ. «My Brother, Where Are Thou?»)          | 6 листопада 2003  | Марк Бакленд           | Майк Швартц                   | 306         | 11.3                     |
| 52    | 6                | «Моя тобі порада» (англ. «My Advice to You»)                       | 13 листопада 2003 | Ґейл Манкюсо           | Дебра Фордгам                 | 307         | 12.6                     |
| 53    | 7                | «Мої п'ятнадцять секунд» (англ. «My Fifteen Seconds»)              | 20 листопада 2003 | Кен Віттінґгам         | Марк Стейджманн               | 308         | 12.8                     |
| 54    | 8                | «Мій друг-доктор» (англ. «My Friend the Doctor»)                   | 4 грудня 2003     | Кен Віттінґгам         | Ґабріелль Аллан               | 309         | 12.2                     |
| 55    | 9                | «Мій брудний секрет» (англ. «My Dirty Secret»)                     | 11 грудня 2003    | Кріс Коч               | Метт Тарсес                   | 303         | 11.1                     |
| 56    | 10               | «Моє емпіричне правило» (англ. «My Rule of Thumb»)                 | 22 січня 2003     | Крейґ Зиск             | Джанай Баккен                 | 310         | 11.4                     |
| 57    | 11               | «Мій чистий розрив» (англ. «My Clean Break»)                       | 3 лютого 2004     | Кріс Коч               | Анжела Ніссел                 | 311         | 9.2                      |
| 58    | 12               | «Мій каталізатор» (англ. «My Catalyst»)                            | 10 лютого 2004    | Майкл Спіллер          | Білл Лоуренс                  | 316         | 11.0                     |
| 59    | 13               | «Мій порцеляновий Бог» (англ. «My Porcelain God»)                  | 17 лютого 2004    | Адам Бернштайн         | Тім Гоберт і Ерік Вайнберґ    | 317         | 8.2                      |
| 60    | 14               | «Мій провал» (англ. «My Screw Up»)                                 | 24 лютого 2004    | Кріс Коч               | Ніл Ґолдман і Ґарретт Донован | 315         | N/A                      |
| 61    | 15               | «Тортури мого наставника» (англ. « My Tormented Mentor»)           | 2 березня 2004    | Крейґ Зиск             | Ґабріелль Аллан               | 314         | 8.2                      |
| 62    | 16               | «Мій метелик» (англ. «My Butterfly»)                               | 16 березня 2004   | Генрі Чан              | Джастін Спітцер               | 312         | 6.6                      |
| 63    | 17               | «Момент моєї нещирості» (англ. «My Moment of Un-Truth»)            | 30 березня 2004   | Ґейл Манкюсо           | Річ Еюстіс                    | 313         | 9.2                      |
| 64    | 18               | «Його історія ІІ» (англ. «His Story II»)                           | 6 квітня 2004     | Джейсон Енслєр         | Марк Стейджманн               | 318         | 8.0                      |
| 65    | 19               | «Мій найважливіший вибір» (англ. «My Choosiest Choice of All»)     | 20 квітня 2004    | Адам Бернштайн         | Майк Швартц                   | 319         | 8.0                      |
| 66    | 20               | «Мій недолік» (англ. «My Fault»)                                   | 22 квітня 2004    | Річард Александр Веллс | Дебра Фордгам                 | 320         | 13.6                     |
| 67    | 21               | «Моя самоперевірка» (англ. «My Self-Examination»)                  | 27 квітня 2004    | Ренделл Вінстон        | Джанай Баккен                 | 321         | 9.2                      |
| 68    | 22               | «Весілля мого найкращого друга» (англ. «My Best Friend's Wedding») | 4 травня 2004     | Білл Лоуренс           | Тім Гоберт і Ерік Вайнберґ    | 322         | 11.1                     |

### Четвертий сезон (2004—2005)
| Номер | Номер (в сезоні) | Назва                                                                | Прем'єра       | Режисер      | Сценарист     | Код епізоду | Кількість глядачів (млн) |
| ----- | ---------------- | -------------------------------------------------------------------- | -------------- | ------------ | ------------- | ----------- | ------------------------ |
|       |                  |                                                                      |                |              |               |             |                          |
| 69    | 1                | «Новий друг мого старого друга» (англ. «My Old Friend's New Friend») | 31 серпня 2004 | Білл Лоуренс | Ерік Вайнберґ | 401         | N/A                      |

### П'ятий сезон (2006)
| Номер | Номер (в сезоні) | Назва                                          | Прем'єра     | Режисер      | Сценарист    | Код епізоду | Кількість глядачів (млн) |
| ----- | ---------------- | ---------------------------------------------- | ------------ | ------------ | ------------ | ----------- | ------------------------ |
|       |                  |                                                |              |              |              |             |                          |
| 94    | 1                | «Очі мого стажиста» (англ. «My Intern's Eyes») | 3 січня 2006 | Білл Лоуренс | Білл Лоуренс | 501         | 7.7                      |

### Шостий сезон (2006—2007)
| Номер | Номер (в сезоні) | Назва                                                   | Прем'єра          | Режисер    | Сценарист  | Код епізоду | Кількість глядачів (млн) |
| ----- | ---------------- | ------------------------------------------------------- | ----------------- | ---------- | ---------- | ----------- | ------------------------ |
|       |                  |                                                         |                   |            |            |             |                          |
| 118   | 1                | «Моє дзеркальне відображення» (англ. «My Mirror Image») | 30 листопада 2006 | Джон Інвуд | Тім Гоберт | 601         | 8.45                     |

### Сьомий сезон (2007—2008)
| Номер | Номер (в сезоні) | Назва                                              | Прем'єра       | Режисер      | Сценарист                     | Код епізоду | Кількість глядачів (млн) |
| ----- | ---------------- | -------------------------------------------------- | -------------- | ------------ | ----------------------------- | ----------- | ------------------------ |
|       |                  |                                                    |                |              |                               |             |                          |
| 140   | 1                | «Мій найгірший ворог» (англ. «My Own Worst Enemy») | 25 жовтня 2007 | Білл Лоуренс | Ніл Ґолдман і Ґарретт Донован | 701         | 7.03                     |

### Восьмий сезон (2009)
| Номер | Номер (в сезоні) | Назва                             | Прем'єра     | Режисер       | Сценарист     | Код епізоду | Кількість глядачів (млн) |
| ----- | ---------------- | --------------------------------- | ------------ | ------------- | ------------- | ----------- | ------------------------ |
|       |                  |                                   |              |               |               |             |                          |
| 151   | 1                | «Мої придурки» (англ. «My Jerks») | 6 січня 2009 | Майкл Спіллер | Анжела Ніссел | 801         | 6.76                     |

### Дев'ятий сезон (2009—2010)
| Номер | Номер (в сезоні) | Назва                                                          | Прем'єра        | Режисер          | Сценарист                           | Код епізоду | Кількість глядачів (млн) |
| ----- | ---------------- | -------------------------------------------------------------- | --------------- | ---------------- | ----------------------------------- | ----------- | ------------------------ |
|       |                  |                                                                |                 |                  |                                     |             |                          |
| 170   | 1                | «Наш перший день у школі» (англ. «Our First Day of School»)    | 1 грудня 2009   | Майкл Спіллер    | Білл Лоуренс                        | 901         | 4.63                     |
| 171   | 2                | «Наш п'яний друг» (англ. «Our Drunk Friend»)                   | 1 грудня 2009   | Майкл Макдональд | Джош Байцел і Джонатан Ґрофф        | 902         | 4.43                     |
| 172   | 3                | «Наші приклади для наслідування» (англ. «Our Role Models»)     | 8 грудня 2009   | Ґейл Манкюсо     | Стівен Крейґ і Браян Бредлі         | 903         | 5.44                     |
| 173   | 4                | «Наші історії» (англ. «Our Histories»)                         | 15 грудня 2009  | Кен Віттінґгам   | Корі Нікерсон                       | 904         | 4.22                     |
| 174   | 5                | «Наші таємниці» (англ. «Our Mysteries»)                        | 22 грудня 2009  | Майкл Спіллер    | Стівен Крейґ і Браян Бредлі         | 909         | 3.55                     |
| 175   | 6                | «Наша нова бро» (англ. «Our New Girl-Bro»)                     | 1 січня 2010    | Майкл Макдональд | Кевін Еттен                         | 906         | 3.53                     |
| 176   | 7                | «Наші білі халати» (англ. «Our White Coats»)                   | 5 січня 2010    | Джон Путч        | Енді Швартц                         | 907         | 3.86                     |
| 177   | 8                | «Нащі пари» (англ. «Our Couples»)                              | 5 січня 2010    | Кріс Коч         | Прентайс Пенні                      | 908         | 3.05                     |
| 178   | 9                | «Наші вигадки стають реальністю» (англ. «Our Stuff Gets Real») | 12 січня 2010   | Джон Путч        | Лейла Стрейчан                      | 905         | 2.72                     |
| 179   | 10               | «Наша правдива брехня» (англ. «Our True Lies»)                 | 19 січня 2010   | Майкл Спіллер    | Лон Зіммет і Ден Рубін              | 910         | 3.34                     |
| 180   | 11               | «Наші дорогі лідери» (англ. «Our Dear Leaders»)                | 26 січня 2010   | Пітер Лоєр       | Корі Нікерсон і Кевін Еттен         | 911         | 3.30                     |
| 181   | 12               | «Наші головні проблеми» (англ. «Our Driving Issues»)           | 10 березня 2010 | Ерен Келебоґлю   | Алессія Костантіні і Прентайс Пенні | 912         | 4.31                     |
| 182   | 13               | «Наші подяки» (англ. «Our Thanks»)                             | 17 березня 2010 | Рік Блю          | Шон Расселл                         | 913         | 3.45                     |